# ویلی بکر

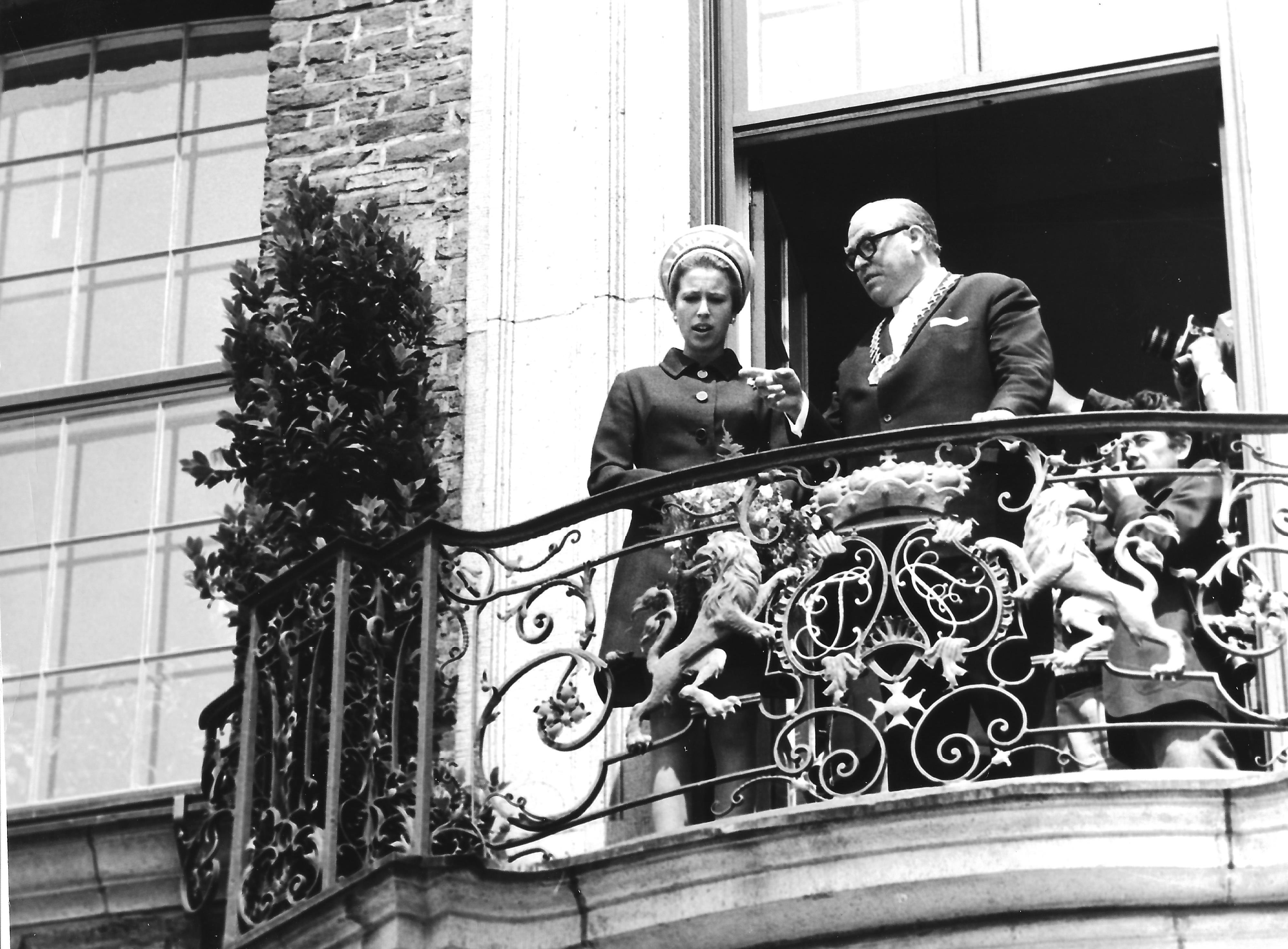
ویلی بکر (راست) سیاست‌مدار آلمانی - ۱۹۷۴

ویلی بکر (انگلیسی: Willi Becker) یک سیاست‌مدار اهل آلمان و از اعضای حزب سوسیال دموکرات آلمان(SPD) است بکر بواسطه عدم تحمل بیماری خود در سال ۱۹۷۷ اقدام به خودکشی کرده است.